# Бесконечная история (фильм)
«Бесконечная история» (англ. The Neverending Story, нем. Die Unendliche Geschichte) — кинофильм совместного производства ФРГ и США, снятый в 1984 году кинокомпанией «Constantin Film» при финансовой поддержке кинокомпании «Warner Brothers» по мотивам первой половины одноимённой книги немецкого писателя Михаэля Энде. Позже были сняты «Бесконечная история 2» (по мотивам второй половины книги) и «Бесконечная история 3» (не имеющая отношения к книге). Премьера в ФРГ состоялась 6 апреля 1984 года, в США — 20 июля.
Фильм почти целиком был снят в ФРГ на английском языке. Англоязычная версия имеет продолжительность в 94 минуты. Версия, дублированная на немецкий язык (для проката в немецкоязычных странах), имеет более длинный хронометраж в 102 минуты.
Хотя фильм получил хорошие отзывы критиков и собрал большую кассу, писатель Михаэль Энде отзывался о нём крайне негативно.

## Сюжет
10-летний Бастиан Букс живёт со своим отцом и чувствует себя одиноко после смерти матери. В школе он не проявляет особенного усердия и постоянно «витает в облаках», что становится поводом для насмешек со стороны других учеников. Он никак не может оправиться после смерти матери, всё не верит в это и постоянно мечтает о ней. Отец же старается вразумить его, заставить перестать мечтать и, как он выражается, научиться «крепко стоять на ногах», повзрослеть.
Он не понимает, как важен для Бастиана мир фантазии. Также ему непонятно, что именно фантазия может вылечить скорбь, поставить его (Бастиана) на ноги. В очередной раз убегая от дразнивших его мальчишек, Бастиан забегает в букинистический магазин. Продавец был занят чтением большой старинной книги под названием «Бесконечная история». Бастиан «одолжил» эту книгу, намереваясь её вернуть после прочтения. Боясь зайти с опозданием в класс, он отправляется на школьный чердак и начинает читать «Бесконечную историю».
В ней рассказывается о воображаемой стране Фантазии, всем жителям которой грозит уничтожение: Ничто постепенно поглощает её. Повелительница Фантазии оказывается смертельно больной. На поиски лекарства для императрицы и спасения Фантазии отправляется Атрейю — мальчик из племени охотников. Он узнаёт, что спасение может принести только новое имя для императрицы, данное ребёнком из мира вне Фантазии.
Постепенно Бастиан понимает, насколько он оказался вовлечённым в фантастический мир и что это он — тот самый ребёнок. Только он может спасти Фантазию и императрицу, если позволит себе снова мечтать, вопреки запретам и требованиям оставить мечты и «стать серьёзным». Он даёт молодой императрице новое имя «Магдалена», и Фантазия вновь расцветает.

## В ролях
- Баррет Оливер — Бастиан Букс (дублирует Кристиан Вольф)
- Ноа Хэтэуэй — Атрейю (дублирует Тиммо Ниснер)
- Тэми Стронач — Императрица (дублирует Ирина Ванка)
- Алан Оппенхаймер — текст от автора (дублирует Клаус Бидерштедт)
- Алан Оппенхаймер — Фалькор (дублирует Хайнц Райнке)
- Алан Оппенхаймер — Гморк (дублирует Осман Рагхеб)
- Алан Оппенхаймер — Камнеед (дублирует Хольгер Хаген)
- Томас Хилл — Кореандер, владелец книжного магазина (дублирует Ганс Дитер Цайдлер)
- Дип Рой — Коротышка (дублирует Михаэль Хабек)
- Тило Прюкнер — Ночной Эльф
- Мозес Ганн — Кайрон (дублирует Томас Хольцман)
- Сидни Бромли — Энгивук (дублирует Ганс Ульрих)
- Патриция Хейс — Ургл (дублирует Гизела Трове)
- Джеральд Макрейни — отец Бастиана (дублирует Фолькерт Крефт)
- Драм Гаррет — Хулиган-1 (дублирует Марк Шульц)
- Дэррил Кукси — Хулиган-2 (дублирует Филипп Браммер)
- Николас Гилберт — Хулиган-3 (дублирует Дональд Артур)

## Съёмки
Бюджет фильма составил 60 миллионов немецких марок (в то время 27 миллионов долларов), что сделало его самым дорогим фильмом, снятым в ФРГ на тот период. Все сцены в Фантазии были сняты в декорациях на Баварской Студии в немецком Мюнхене, лишь сцены с участием Баррета Оливера были сняты в канадском Ванкувере.
В оригинале фильм снимался на английском. Версия, дублированная на немецкий язык, отличается тем, что по хронометражу чуть длиннее американской. В обеих версиях различаются музыкальные дорожки и почти нет сцен, где они звучали бы синхронно. C американской стороны композитором выступил Джорджо Мородер, с немецкой — Клаус Дольдингер, и их композиции полностью перемешаны в обеих версиях. Монтаж немецкой и американской версий в некоторых сценах также различен.
Финальную песню «The Never Ending Story» в фильме исполнил британский певец Кристофер Хэмилл, более известный под сценическим именем Limahl. Песня вошла только в американскую версию фильма и отсутствует в немецкой.
В прослушиваниях на роль Бастиана, проходивших осенью 1982 года, приняло участие более 200 мальчиков. Хоть Баррет Оливер произвёл очень сильное впечатление на режиссёра Вольфганга Петерсена, кандидатуру мальчика тогда отвергли: Оливера посчитали слишком юным для роли. К марту 1983 года, когда до начала съёмок оставалось совсем немного времени и роль Бастиана оставалась вакантной, актёру решили дать второй шанс. Отвечающие за кастинг организовали Оливеру короткую встречу с режиссёром Вольфгангом Петерсеном в зале ожидания аэропорта Лос-Анджелеса. После этой встречи кандидатура Баррета Оливера была немедленно утверждена.
Ноа Хэтэуэй и Баррет Оливер контактировали между собой только при съёмке пары сцен и при озвучке фильма, основная часть съёмок для них велась раздельно (с учётом того, что Оливер на съёмки в ФРГ, где была отснята большая часть фильма, ни разу не выезжал).
Съёмки фильма были связаны для Ноа Хэтэтуэя с двумя серьёзными травмами. Во время тренировок по верховой езде лошадь сбросила актёра и затем наступила на него. Затем в ходе проведения съёмок сцены, где герой Хэтэтуэя тонет в Болоте Печали, нога Хэтэтуэя застряла в подъёмнике, и актёра утащило под воду. Ноа Хэтэтуэй был без сознания к тому времени, когда его подняли на поверхность.

## Куклы
В фильме присутствует множество персонажей, для изображения которых потребовалось создавать кукол. Ниже описывается создание некоторых из них.

### Фалькор
Бескрылый, но летающий Дракон Удачи, один из самых запоминающихся персонажей фильма и одна из самых «живых» кукол. Персонаж представляет собой 15-метровую конструкцию, остов которой выполнен из стали, применяемой в авиационном производстве. Шея дракона имеет 3 метра в длину. Собачья голова (благодаря которой Фалькор и получился настолько запоминающимся персонажем), весила 100 кг. Голова персонажа состояла из 16 подвижных частей, для управления которыми требовалось специальное оборудование (36 снастей) и целая команда операторов. Туловище дракона было покрыто десятью тысячами чешуек, каждая размером с ладонь. Вдобавок, его обклеили шерстью ангорской козы.
Конструировал Фалькора Джузеппе Тортора, однако, голову придумал Артур Коллин, и ему пришлось неоднократно её переделывать, пока, наконец, один из вариантов не понравился режиссёру.
Полномасштабная «кукла» выставлена в музее Bavaria Film Studios, и все желающие могут посидеть на ней.
Также была разработана ещё одна модель — маленькая, 40-сантиметровая. На её разработку и изготовление ушло полгода, так как она должна была стать точной копией большой модели.
Для второго фильма «Бесконечная история» была изготовлена ещё одна полноразмерная модель. Её создателям пришлось обклеить туловище «маленького» Фалькора двумя тысячами чешуек размером с булавочную головку. Вместо шерсти ангорской козы использовался кроличий мех. Эта модель могла двигаться и изгибаться в любом направлении. Её использовали для сцен, где Фалькор летит в небесах один.
Имя дракона по фильму — Фалькор — принято для английского (и русского) перевода книги (в немецком оригинале его зовут Фухур — Fuchur).

### Морла
Гигантская черепаха. Морлу снимали по частям, но всё равно потребовалось изготовить несколько моделей. Самая крупная — трёхметровая — использовалась для съёмок ближних планов, в частности, «разговора» с Атрейю. Движением головы и мимикой черепахи заведовала целая команда операторов, и работа у них была весьма непростой, учитывая, что она должна была говорить, вращать глазами и чихать.
Из водного аттракциона изготовили ещё одну конструкцию, которая должна была изображать 15-метровую Морлу, — её снимали по частям в сценах в Болотах Печали. Была и ещё одна модель, совсем крошечная: макет всего лишь 50 см в высоту, и наверху — крошечная фигурка, изображавшая Атрейю.

### Гморк
Волк-оборотень. Сначала в его «роли» хотели снять датского дога, закамуфлированного под волка, но потом от этой идеи отказались, поскольку уж слишком очевидно было, что это даже не волк, и уж тем более не оборотень. В итоге решено было снимать погоню Гморка за Атрейю по Болотам Печали как бы «от первого лица», так что видны были только лапы, в итоге на подвижную платформу установили камеру, и уложили актёра, который размахивал надетыми на руки мохнатыми лапами.
Фактически, Гморка мы в фильме видим только по частям, причём больше всего видна зубастая чёрная морда, торчащие клыки и злобно морщащийся нос. Голова чудовища могла совершать 59 разных движений — у неё двигались губы, нос, язык; кроме того, необходимо было имитировать и человеческую речь. Управляли головой Гморка сразу 17 операторов, причём им пришлось потратить немало усилий, чтобы скоординировать свои действия. Изображения с камеры транслировались сразу на множество телеэкранов, чтобы каждый из операторов мог видеть, что происходит.
В итоге весь материал с Гморком был отснят всего за два часа. Как и в случае с Фалькором, голову разрабатывал Артур Коллин, и изготавливали Хуан и Джузеппе Тортора с командой помощников.

## Критика Михаэля Энде
Автор книги Михаэль Энде был крайне разочарован искажением его романа в фильме. Он заявил, что Фантазия в фильме получилась на «уровне ночного клуба» и вообще назвал фильм «гигантским кичем мелодрамы, коммерции, плюша и пластика». Он выдвинул требование прекратить производство фильма либо сменить его название, но киностудия отказалась пойти на это. Последовавший за этим судебный процесс завершился не в его пользу. Единственное, чего Энде удалось добиться, — это того, что его имя не упоминалось в открывающих фильм титрах. В последующих двух частях его имя всё же упоминается.

## Продолжения
- Популярность фильма повлекла за собой выход двух сиквелов. Первый из них «Бесконечная история 2» (1990) был частично основан на второй половине романа Михаэля Энде, а второй — «Бесконечная история 3» (1994) имел абсолютно новую сюжетную линию.
- Также вышли два сериала. Первый[англ.] из них — мультипликационный — вышел на телеэкраны в 1996 году и состоял из двадцати шести эпизодов. Второй[англ.] (игровой) — был выпущен в 2001 году и состоял из четырёх эпизодов (в английской версии — тринадцать эпизодов).
- В 2001 году вышла компьютерная игра Бесконечная история: В поисках волшебного амулета[англ.].